# Бердышев, Абдумаувлен Сулейманович
Абдумаувле́н Сулейма́нович Бе́рдышев (род. 7 апреля 1958, Орджоникидзевский район, Ташкентская область) — советский, узбекский, казахстанский математик; доктор физико-математических наук, профессор; ректор университета «Сырдария» (2002—2008).

## Биография
Родился 7 апреля 1958 года в посёлке Ак алтын Кибрайского района Ташкентской области в семье педагогов.
В 1975 году с золотой медалью окончил среднюю школу № 20 им. М.Ауэзова, в 1980 с отличием — факультет математики Ташкентского государственного университета. В 1980—2000 годы работал в Институте математики им. В. И. Романовского Академии наук Узбекистана аспирантом, младшим, старшим и ведущим научным сотрудником, докторантом.
В 2000—2008 годы работал в университете «Сырдария» (Южно-Казахстанская область): заведующим кафедрой «Общей математики и физики» (2000—2002), проректором по науке, ректором (2002—2008).
С сентября 2008 года является профессором кафедры математического анализа, алгебры и геометрии КазНПУ имени Абая.

## Научная деятельность
В 1985 году защитил кандидатскую, в 2000 — докторскую диссертации; профессор (2006).
Член ряда диссертационных советов по присуждению учёной степени доктора наук Республики Казахстан и Республики Узбекистан.
Подготовил 3 кандидатов наук. Автор 85 научных статей.

## Награды
- премия Союза молодёжи Узбекистана в области науки и техники (1990)
- медаль «И. Алтынсарина»
- нагрудный знак «Почётный работник образования Республики Казахстан» Министерства образования и науки Республики Казахстан.